# Masayoshi Endō
Masayoshi Endō (japanisch 圓道 将良 Endō Masayoshi; * 26. Oktober 1999 in Hokkaidō) ist ein japanischer Fußballspieler.

## Karriere
Masayoshi Endō erlernte das Fußballspielen in der Universitätsmannschaft der Toin University of Yokohama. Seinen ersten Profivertrag unterschrieb er am 1. Februar 2022 beim Kagoshima United FC. Der Verein aus Kagoshima, einer Stadt in der gleichnamigen Präfektur Kagoshima, spielt in der dritten japanischen Liga. Sein Drittligadebüt gab Masayoshi Endo am 3. April 2022 (4. Spieltag) im Auswärtsspiel gegen Tegevajaro Miyazaki. Hier wurde er in der 62. Minute für Kōki Arita eingewechselt. Das Spiel endete 1:1. In seiner ersten Saison als Profi bestritt er 23 Drittligaspiele. Am Ende der Saison 2023 wurde er mit Kagoshima Vizemeister und stieg somit in die zweite Liga auf. Am Ende der Saison 2024 belegte er mit Kagoshima den 19. Tabellenplatz und musste somit in die dritte Liga absteigen.

## Erfolge
Kagoshima United FC
- Japanischer Drittligavizemeister: 2023  ▲